# ストウ文書
ストウ文書（英語: Stowe manuscripts）は、アイルランド語とアングロ＝サクソン語、および中世後期の写本のコレクションである。現在ほぼすべてが大英図書館に所蔵されている。時代としては、1154年から14世紀末までのものが含まれる。
もともと文書は、バッキンガム近郊ストウ・ハウスに居を構えていた初代バッキンガム侯爵 (1753 - 1813)とその息子、初代バッキンガム＝シャンドス公爵(1776 - 1839)によって収集されたものである。古物収集家でもあった古文書学者トマス・アストルが、1803年に死去した際、自身の文書コレクションを公爵に寄贈した。続いて公爵は、チャールズ・オコナーが所有していたアイルランドの写本コレクションを購入した。
2代目バッキンガム＝シャンドス公爵の破産に伴うオークションで売りに出された全コレクションは、4代目アシュバーナム伯爵によって購入された。1883年7月、5代目アシュバーナム伯爵は、このストウ文書コレクションをイギリス政府に売却した。英語で書かれたものは大英博物館に置かれ、アイルランド語のものは、当初貸し出しという形で、ダブリンのアイルランド王立アカデミーに移された。
写本と合わせて、クーダハ（cumdach）と呼ばれる金属箱に収められたアイルランド・ミサ典書（ストウ典書）がアイルランド王立アカデミーに移管されたが、これは後にアイルランド国立博物館に移された。1883年にアカデミーに移された文書の中には、有名なアイルランドの歴史書『四大家年代記』の4つの原本のうちの一つ「C写本」がある。
大英博物館にあるストウ文書の1085の手稿は、それぞれ別個に閉架の資料として所蔵されている。

## 文書の一部
以下、特に言及がなければ、すべて大英図書館所蔵の彩飾写本である。括弧内の番号は大英図書館のストウ文書の管理番号。
- ストウ典書 - アイルランド語、現在アイルランド王立アカデミー所蔵
- ストウ詩編集（2） - 後期アングロ＝サクソン語
- ストウ聖務日課書（12） - 英語、14世紀初頭
- マーストリヒト時祷書（17） - 14世紀初頭
- イストワール・アンシャン（54） - フランス語、15世紀初頭
- 愛の小本（955） - フランスの人文学者ピエール・サラの手稿、15世紀初頭

## 画像
- ストウ文書944番、fol. 6、クヌート王とノルマンディーのエマの図像
- ウィリアム2世